# Christmas Pudding (recueil de nouvelles)
Pour les articles homonymes, voir Christmas Pudding (homonymie).
Christmas Pudding est un recueil de nouvelles policières d'Agatha Christie, publié au Royaume-Uni en 1960 et en France en 1962 sous le nom de Le Retour d'Hercule Poirot et ne reprenant que 3 des 6 nouvelles du recueil original. 
Ce recueil était une sélection de trois nouvelles parmi les six qui, en 1960, avaient constitué la matière du recueil britannique The Adventure of the Christmas Pudding and a Selection of Entrées.
En 1967, le recueil est réédité sous le titre Christmas Pudding avec la même composition. En 1998, le recueil est réédité dans le cadre de la collection « Les Intégrales du Masque » et reprend les six nouvelles du recueil original anglais.

## Composition du recueil original
Le titre fut relativement mal choisi par « Le Masque », puisque seules deux des trois nouvelles mettent en scène le détective belge Hercule Poirot, tandis que, dans la troisième nouvelle, c'est le personnage de Miss Marple qui mène l'enquête. Le recueil prenait en fait son titre de la première des trois nouvelles qui le compose, étrangement titrée « Le Retour d'Hercule Poirot ».
La Librairie des Champs-Élysées réédite ce recueil en 1967, sous le titre alternatif Christmas Pudding, dans son autre collection « Club des Masques », les deux éditions restant commercialisées parallèlement.
1. Le Souffre-douleur ou Le Retour d'Hercule Poirot (The Under Dog)
2. Christmas Pudding (The Adventure of the Christmas Pudding)
3. Le policeman vous dit l'heure (Greenshaw's Folly)

## Suppléments de l'édition de 1998
En 1998, la nouvelle traduction de Jean-Michel Alamagny dans le cadre de la collection « Les Intégrales du Masque » reprend les six nouvelles du recueil original anglais, sous le titre Christmas Pudding. Les trois nouvelles supplémentaires mettent en scène le détective Hercule Poirot.
1. Le Mystère du bahut espagnol (The Mystery of the Spanish Chest)
2. Le mort avait les dents blanches (Four and Twenty Blackbirds)
3. Le Rêve (The Dream)

## Éditions
- (en) The Adventure of the Christmas Pudding and a Selection of Entrées, Londres, Collins Crime Club, 1960, 256 p.
- Le Retour d'Hercule Poirot  (trad. Clarisse Frémiet), Paris, Librairie des Champs-Élysées, coll. « Le Masque » (no 745), 1962, 242 p. (ISBN 2-7024-1450-8)
- Repris dans : Œuvres complètes : Agatha Christie, t. 14, Paris, Rombaldi, coll. « La Guilde des Bibliophiles », 1965
- Christmas Pudding  (trad. Clarisse Frémiet), Paris, Librairie des Champs-Élysées, coll. « Le Club des Masques » (no 42), 1967, 186 p. (ISBN 2-7024-0007-8)
- Le Retour d'Hercule Poirot  (trad. Clarisse Frémiet), Paris, Librairie Générale Française, coll. « Le Livre de Poche » (no 6390), 1987, 186 p. (ISBN 978-2-253-04305-8)
- Repris dans : L'intégrale : Agatha Christie  (trad. de l'anglais par Jean-Michel Alamagny), t. 11 : Les années 1958-1964, Paris, Librairie des Champs-Élysées, coll. « Les Intégrales du Masque », 1998, 1336 p. (ISBN 2-7024-2439-2)[1].